# اچ‌اس‌دابلیوام‌اس شولیونت (۱۹۳۶)
اچ‌اس‌دابلیوام‌اس شولیونت (۱۹۳۶) (به انگلیسی: HSwMS Sjölejonet (1936)) یک زیردریایی است که طول آن ۲۰۴ فوت (۶۲ متر) می‌باشد. این زیردریایی در سال ۱۹۳۶ ساخته شد.